# Giovanni Andrea Scartazzini

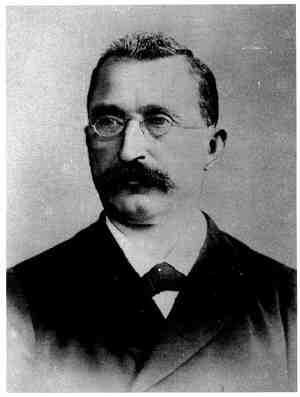
Giovanni Andrea Scartazzini.

Giovanni Andrea, Scartazzini, född den 30 december 1837, död den 10 februari 1901, var en schweizisk skriftställare och protestantisk präst. 
Scartazzini, som var pastor i Aargau, utgav åtskilliga litteraturhistoriska arbeten, av vilka det vida övervägande flertalet sysslar med Dante: Giordano Bruno (1867), Dante Alighieri, seine Zeit, sein Leben und seine Werke (1869; ny upplaga 1879), Dantes Divina commedia, med omfattande kommentarer (1874-82), Abhandlungen über Dante (1880), Dante, Vita ed opere (1883; 
2:a upplagan 1894 under titeln "Dantologia", ånyo utgiven av Scarano), Dantehandbuch (1892) och Enciclopedia dantesca (1896-1904). Scartazzini gav även ut för hans tid goda upplagor av Dantes, Tassos och Petrarcas verk.